# Schleswig-Holstein-Medaille
Der Schleswig-Holstein-Medaille war bis 2008 das höchste Ehrenzeichen des Landes Schleswig-Holstein.
Die 1978 gestiftete Schleswig-Holstein-Medaille wurde alle zwei Jahre für „hervorragende Verdienste um die Heimat“ durch den Ministerpräsidenten verliehen. Vorschlagsberechtigt war das Landeskuratorium zur Durchführung des Schleswig-Holstein-Tages unter der Geschäftsführung des Schleswig-Holsteinischen Heimatbundes.
Die Schleswig-Holstein-Medaille ist in den neuen Verdienstorden des Landes Schleswig-Holstein übergegangen. Damit sind Träger der Schleswig-Holstein-Medaille automatisch auch Inhaber des Verdienstordens.